# Storena lesserti
Storena lesserti là một loài nhện trong họ Zodariidae.
Loài này thuộc chi Storena. Storena lesserti được Lucien Berland miêu tả năm 1938.